# Walk Away Renée
Pour le film, voir Walk away Renée!.
Singles de The Left Banke
Pretty Ballerina
(décembre 1966)
Walk Away Renée est une chanson du groupe américain The Left Banke sortie en 45 tours en juillet 1966.
Écrite et composée par Michael Brown, Bob Calilli et Tony Sansone, cette chanson est caractérisée musicalement par l'utilisation du clavecin et d'un ensemble de cordes (dirigé par Harry Lookofsky, le père de Brown), ainsi que par un solo de flûte. Elle est considérée comme l'un des premiers représentants du genre pop baroque. Ses paroles décrivent l'amour non partagé de Brown pour Renée Fladen, la petite amie de Tom Finn (en), le bassiste des Left Banke.
Premier single des Left Banke, Walk Away Renée rencontre le succès à sa sortie et se classe no 5 des ventes aux États-Unis.

## Musiciens
- Steve Martin Caro (en) : chant
- Michael Brown : clavecin
- Harry Lookofsky & Friends : cordes
- George Hirsh : guitare
- John Abbott : basse
- Al Rogers : batterie
- George Cameron, Tom Finn : chœurs
- inconnu : flûte

## Reprises
- La reprise du groupe de soul The Four Tops, parue en 1967 sur l'album Reach Out, se classe no 14 des ventes aux États-Unis et no 3 au Royaume-Uni.
- En 1993, la reprise du chanteur australien Rick Price, sortie sur son album Heaven Knows, atteint la 21e place du hit-parade australien.
- Linda Ronstadt et Ann Savoy ont enregistré une reprise sur l'album Adieu False Heart, sorti en 2006.
- Une adaptation française a été chantée par Sylvie Vartan en 1966 sous le titre "Quand un amour renait"

## Anecdote et hommage
Le second prénom de la chanteuse Gwen Stefani (Gwendolyn Renée Stefani) aurait été inspiré par cette chanson.